# هرزند عتیق
هرزند عتیق،هرزند عتیق یا داش هرزن یکی از روستاهای استان آذربایجانشرقی است که در دهستان هرزندات شرقی بخش مرکزی شهرستان مرندواقع شده است.
این روستا در 35 کیلومتری شمال شهرستان مرند واقع شده که جاده فرعی آن حدودا در 25 کیلومتری جاده اصلی مرند-جلفا از آن جدا شده و پس از طی حدودا 9 کیلومتر به روستا می رسد.
این روستا در میانه کوه های کیامکی قرار دارد ؛ بنحوی که به تمامی روستاهای غرب هرزندات اشرافیت دارد بطوریکه شب هنگام ضمن اینکه تمامی روستاهای مذکور و حتی شهرستان مرند قابل مشاهده می باشد و چشم انداز زیبایی جلوه می کند. این روستا قدیمی ترین روستای منطقه هرزندات بوده و بعضا اهالی سایر روستاهای هرزندات آن را ام القرای روستاهای هرزندات می نامند. از شاخصه های دیگر این روستا ، می توان به مناظر سنگلاخی منحصر به فرد آن اشاره کرد.
در سال ۱۳۸۷ پس از وقوع زمین لرزه ای به مرکزیت هرزند ، مردم روستا با کمک مسئولین و خیّران اهل همان روستا و اعطای وام در دشت های پایین دست ( الکی دوزونده) شهرک جدید الاحداث هرزند با شهرسازی نوین و فاصله ای کمتر از یک کیلومتر از جاده ی ترانزیتی قفقاز ، احداث گردید.

## جمعیت
این روستا در دهستان هرزندات شرقی قرار دارد و براساس سرشماری مرکز آمار ایران در سال ۱۳۸۵، جمعیت آن ۲٬۸۳۲ نفر ( خانوار) بوده‌است.